# Задвоже (Люблінське воєводство)
Задвоже (пол. Zadworze) — село в Польщі, у гміні Ужендув Красницького повіту Люблінського воєводства.
Населення — 729 осіб (2011).

## Демографія
Демографічна структура станом на 31 березня 2011 року:
|          | Загалом | Допрацездатний вік | Працездатний вік | Постпрацездатний вік |
| -------- | ------- | ------------------ | ---------------- | -------------------- |
| Чоловіки | 370     | 86                 | 248              | 36                   |
| Жінки    | 359     | 72                 | 207              | 80                   |
| Разом    | 729     | 158                | 455              | 116                  |